# Масларево
Масла́рево (болг. Масларево) — село у Великотирновській області Болгарії. Входить до складу общини Польський Тримбеш.

## Населення
За даними перепису населення 2011 року у селі проживали 609 осіб, з них 398 осіб (99,7%) — болгари.
Розподіл населення за віком у 2011 році:
Динаміка населення: